# Фторид цирконію(IV)
Флуори́д цирко́нію(IV), цирко́ній(IV) флуори́д — неорганічна сполука Цирконію та Флуору складу ZrF4. Являє собою білий порошок або безбарвні кристали. Існує в чотирьох модифікаціях, найбільш стабільною з яких є β-ZrF4.
Флуорид цирконію застосовується у виробництві техніки.

## Фізичні властивості
Безводний тетрафторид ZrF4 існує в чотирьох модифікаціях: кристалічних α, β, γ, а також рентгеноаморфній.
α-Модифікація є метастабільною при температурі вище 25 °С. Вона може бути стабілізована за наявності дуже малих кількостей окисних забруднень. Достатньо 3% оксиду заліза, алюмінію або галію для отримання стабілізованої α-ZrF4.
Найбільш стійкою є β-модифікація. Її структура — це тривимірний каркас, що складається з багатогранника — квадратних антипризм, сполучених вершинами. Антипризми включають в себе атом цирконію, координаційне число якого дорівнює вісім. Цього числа досягається завдяки утворенню фторидних містків між атомами цирконію. Стосовно структурного розташування флуору, то кожен його атом опиняється в оточенні від 8 до 11 інших атомів флуору.
Даних про структуру γ-модифікації поки немає.
Аморфний тетрафторид важко перетворюється на кристалічний. Протягом 8 днів при 300 °С не спостерігалося утворення кристалів, при 500 °С за дві години утворилися кристали β-модифікації.
Температура плавлення ZrF4 становить 903+5 °C, що дещо відрізняється від величини 912+0,5 °C. Температура плавлення дуже близька до температури кипіння, яка дорівнює 918 °C. ZrF4 леткий при нагріванні. Температура сублімації становить 903 °С. Випари ZrF4 мономолекулярні, вони мають нормальну густину і їх дисоціації при нагріванні не спостерігається>.
У випарах молекула тетрафториду має структуру правильного тетраедра. Між'ядерна відстань r(Zr-F) = 1,94±0,02 А.
Залежність пружності випарів ZrF4 від температури в межах 688—826 °С виражається рівнянням lgP = 13,2206-12146·2/Т (мм. Рт. ст.). Молекулярний спектр ZrF4 складається з 18 смуг, розташованих на ділянці між довжинами хвиль 4897-5061 Å. Теплота утворення ZrF4 з елементів становить 445, за іншими даними 457 ккал/моль при 25 °С, теплота сублімації — 55,55 ккал/моль.

## Отримання

### Фторування
Тетрафторид цирконію можна отримати при фторуванні металевого цирконію, його діоксиду або тетрахлориду газоподібними агентами: F2, BF3, HF,  AsF3 та ін.
Фтор легко реагує з металевим цирконієм за низьких температур, але метал повністю не фторується внаслідок утворення щільного шару флуориду на його поверхні. Тому фторування проводиться при підвищених температурах. Найбільший вихід ~ 90% спостерігається при 550 °С.
{\displaystyle \mathrm {Zr+2F_{2}{\xrightarrow {>190^{\circ }}}\ ZrF_{4}} }
Пряме фторування цирконієвого порошку, яке раптово починається при 200 °C, дає β-модифікацію. Діоксид цирконію, реагуючи із фтором, перетворюється на тетрафлуорид при температурі 250 °С, але повністю реагує при 525 °С. Дією фтору на ZrF4, нагрітий до 150—200 °C, отримані α-модифікація і аморфний різновид.

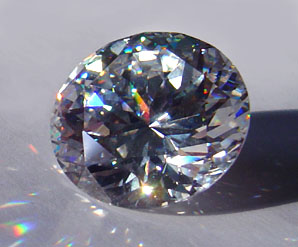
Діоксид цирконію

Внаслідок високої вартості фтору і труднощів поводження з ним зазвичай застосовують інші фторуючі агенти, наприклад фтороводень, що взаємодіє з діоксидом цирконію:
{\displaystyle \mathrm {ZrO_{2}+4HF{\xrightarrow {550^{\circ }}}\ ZrF_{4}+2H_{2}O} }
з гідроксофторидом
{\displaystyle \mathrm {ZrF_{2}OH_{2}+2HF{\xrightarrow {550^{\circ }}}\ ZrF_{4}+2H_{2}O} }
або ж із тетрахлоридом
{\displaystyle \mathrm {ZrCl_{4}+4HF{\xrightarrow {50-300^{\circ }}}\ ZrF_{4}+4HCl} }
Отримання ZrF4 шляхом галогенної конверсії на думку багатьох авторів вважається найкращим.

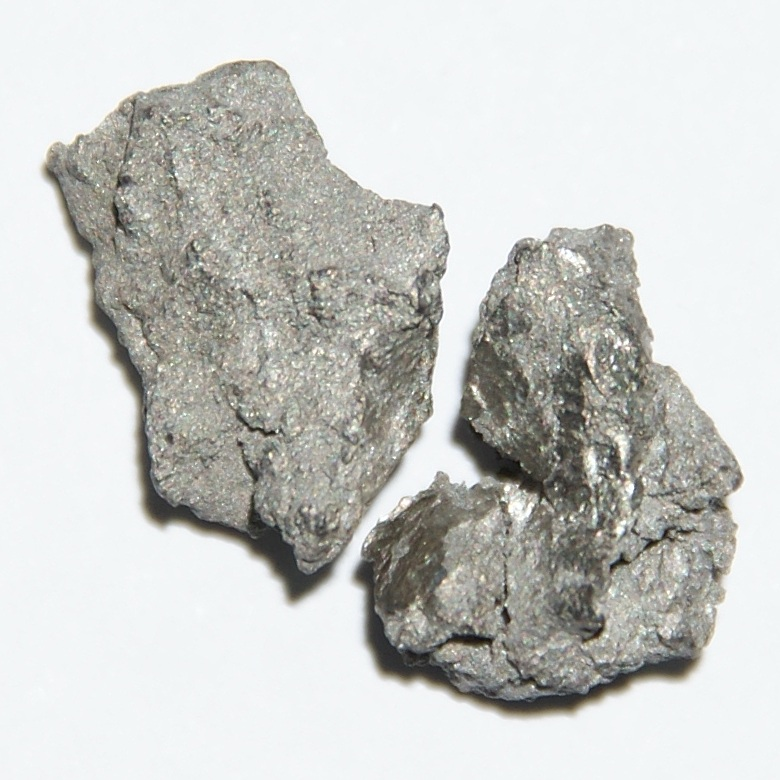
Металічний цирконій

Тетрафлуорид утворюється також при дії рідкого фтороводню на металічний цирконій або нітрат. Відомий метод розкладання циркону фтороводнем при температурі білого калення.
{\displaystyle \mathrm {ZrSiO_{4}+8HF\longrightarrow ZrF_{4}+SiF_{4}+4H_{2}O} }
Через труднощі одержання і зберігання сухого HF, а також можливість зв'язування HF тетрафторидом цирконію, переважає метод отримання останнього дією на цирконій або його діоксид 40—48%-ю плавиковою кислотою.
{\displaystyle \mathrm {ZrO_{2}+4HF{\xrightarrow {110^{\circ }}}\ ZrF_{4}\cdot H_{2}O} }
або її суміші з нітратною кислотою. Утворений моногідрат легко зневоднюється у швидкому струмені азоту або сухого повітря при 250—600 °С, а в струмені газоподібного HF при 200—500 °С, з утворенням β-ZrF4. Тетрафторид можна отримати при обробці циркону розчином HF за реакцією
{\displaystyle \mathrm {ZrSiO_{4}+4CaF_{2}+4H_{2}SO_{4}\longrightarrow SiF_{4}+4CaSO_{4}+4H_{2}O} }
ZrF4 утворюється також при нагріванні суміші NH4·HF2 і ZrO2.
Фторування рідким BF3 цирконію або діоксиду не дає хороших результатів. Бурхливу реакцію важко контролювати і вона проходить не повністю. При дії BF3 на ZrCl4 утворюються суміші α- і β-модифікацій.

### Термічне розкладання
Найбільш зручним лабораторним методом отримання тетрафлуориду є термічне розкладання флуороцирконату амонію.
{\displaystyle \mathrm {(NH_{4})_{3}ZrF_{7}\longrightarrow NH_{4}ZrF_{5}\longrightarrow ZrF_{4}} }
Термолізом фтороцирконату амонію в інтервалі температур 300—360 °С отримано α-ZrF4, при 200—380 °С — γ-ZrF4. Якщо як вихідний продукт береться α-NH4ZrF5, то при термолізі утворюється α-ZrF4, коли використовується γ-модифікація, утворюється γ-ZrF4. Іноді термоліз γ-NH4ZrF5 дає вже при 250—300 °С β-фазу. Вище 450 °С в будь-якому випадку виділяється β-ZrF4. Зворотних перетворень β-форми в інші модифікації не спостерігалося. Термоліз (NH4)2ZrF6 до ZrF4 вимагає багатогодинного нагрівання в струмені азоту при температурі вище 500 °С.

### Інші методи

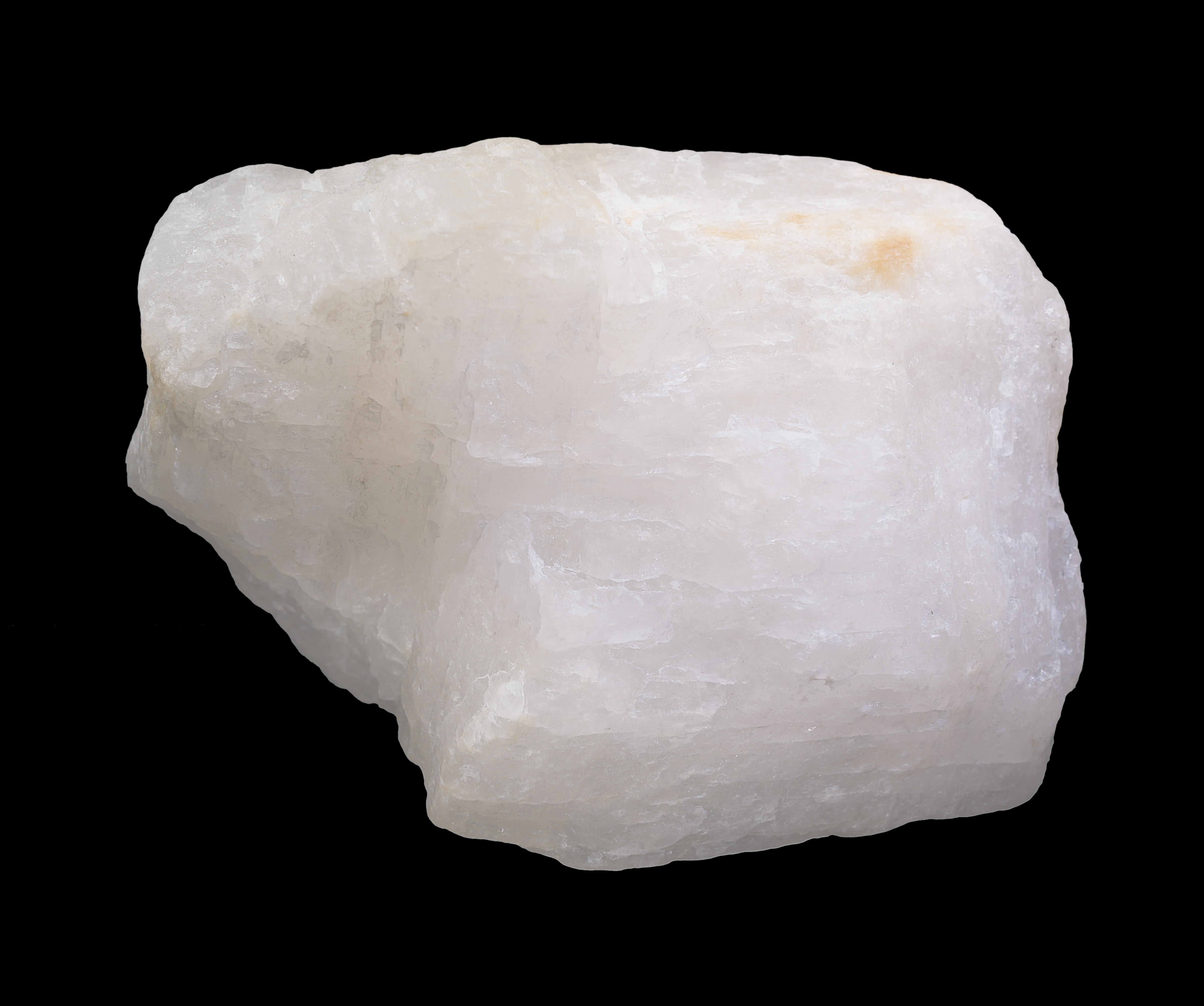
Кріоліт

Інші методи отримання ZrF4, наприклад фторування діоксиду цирконію фторидом хрому в розплавленому кріоліті, галогенна конверсія ZrCl4 фтороводнем в органічних середовищах менш зручні.
Високочистий тетрафлуорид цирконію можна отримати сублімацією у вакуумі при 800 °С. Конденсація випарів на гарячій стінці, що має температуру вище 405 °С, приводить до утворення β-модифікації.
ZrF4 важко розчинний у холодних мінеральних кислотах і лугах, при нагріванні розчинення стає помітнішим, особливо в концентрованій сульфатній кислоті. Остання викликає розклад ZrF4 з видаленням HF.
Тетрафлуорид цирконію розчинний у трифтористому бромі.У органічних розчинниках тетрафторид нерозчинний. Він не реагує з піридином і рідким сірководнем.

## Хімічні властивості
Завдяки максимальному використанню координаційних зв'язків цирконію тетрафлуорид досить стійкий, незмінний при нагріванні в струмені кисню, азоту, водню або сухого повітря. Однак при нагріванні на повітрі ZrF4 частково гідролізується до ZrO2. У вологому повітрі тетрафлуорид цирконію слабко димить, ймовірно через домішки гігроскопічного аморфного різновиду, але якщо кристали прожарити, то вони стають інертними до вологи. Так, тетрафторид, отриманий з тетрахлориду при температурі вище 300 °С (β-модифікація) є негігроскопічним продуктом, який не димить у вологому повітрі і не поглинає з нього вологу.
Аморфний різновид більш гігроскопічний, ніж кристалічний. Крім вологи, він здатен адсорбувати до 5% фтору, який може бути виділений в струмені водню вище 300 °С.
Непрожарений тетрафлуорид цирконію у воді гідролізується з поверхні і невелика його частина переходить в розчин. У 100 мл води при 25 °С розчиняється близько 1,5 г ZrF4, при 50 °С — 1,39 г.
У киплячій воді ZrF4 дає продукти гідролізу, склад яких варіюється від ZrF3,4OH0,6·4H2O до ZrF2,1OH1,9·0,2H2O залежно від часу кип'ятіння і відношення води до ZrF4. При дії водяної пари ZrF4 вступає в реакції гідратації та гідролізу. При 100 °С гідратація проходить до моно- і тригідрату, при 200 °С виникає невелика кількість твердої фази, рентгенограма якої збігається з рентгенограмою сполуки ZrF2,5OH1,5·0,75H2O. Вище 350 °С гідроліз доходить до кінця, причому першою стадією є утворення оксофлуориду складу Zr2F2O, а кінцевою — ZrO2.
Для тетрафлуориду притаманна здатність до приєднання у водних розчинах HF з утворенням стійкої комплексної сполуки складу ZrF4·mHF·nH2O.
При додаванні тетрафлуориду цирконію до розплавлених флуоридів лужних металів утворюються різноманітні флуороцирконати. Тетрафторид цирконію розчиняється в гексафлуороцирконаті калію. При нагріванні цього розплаву близько 600 °С переганяється K3ZrF7. У розплаві за наявності {\displaystyle \mathrm {NaF} } ZrF4 може взаємодіяти з {\displaystyle \mathrm {ZrO_{2}} }.
У рідкому аміаку ZrF4 утворює продукт приєднання складу 5ZrF4·NH3}, що має вигляд білого порошку. З газоподібним аміаком при низьких температурах ZrF4 не взаємодіє.
Для ZrF4 реакції заміщення фтору на інші групи, крім OH і O не характерні. Фkeоридохлорид ZrCl2F2 отриманий непрямим шляхом — галогенною конверсією:
{\displaystyle \mathrm {ZrCl_{4}\cdot 2PCl_{5}+4AsF_{3}\longrightarrow 2PF_{5}+ZrF_{2}Cl_{2}+4AsCl_{3}} }
Отриманий також флуорсульфонатофлуорид цирконію ZrF3(SO3F) при взаємодії хлориду цирконію з флуорсульфоновою кислотою.
При нагріванні ZrF4 з ZrO2 утворюється оксофлуорид ZrF2O.
Нагрівання тетрафлуориду цирконію з низкою сполук, що приводить до утворення випарів, супроводжується розкладанням тетрафлуориду. Так, з хлоридом магнію виділяються випари ZrCl4. З оксидами заліза, титану, олова, кремнію, бору утворюються відповідний леткий флуорид і діоксид цирконію.
Порошок натрію, магнію, кальцію, заліза, цинку при прожарюванні відновлюють тетрафлуорид до металевого цирконію. Цей метод застосовується для отримання останнього. Цирконій в тетрафлуориді може бути відновлений до дво- і тривалентного стану.
Тетрафлуорид не реагує при нагріванні з хлором, сірководнем, вуглекислим і сірчистим газами, сірчаним ангідридом, чотирихлористим кремнієм, три- і п'ятихлористим фосфором, хлороксидом фосфору, фтороводнем. При нагріванні з SiHCl3 до 200 °С утворюється мізерна кількість газу SiHF3, а в запаяній скляній трубці до 150 °С скло сильно протравлюється і утворюються SiF4 і HCl.

## Застосування
Тетрафлуорид цирконію використовують як проміжну речовину при металотермічному виробництві цирконію, як компонент фтороцирконатного скла для волоконних світловодів інфрачервоного діапазону, лазерів і хімічних сенсорів.